# Baccha elongata
Baccha elongata je vrsta trepetavk iz rodu Baccha, ki je razširjena po večini Evrope in po delih Severne Amerike.

## Opis
Baccha elongata doseže v dolžino med 7 in 11 mm,  in ima krila dolga med 4,5 in 8 mm.
Zadek ima značilno kijasto obliko, po kateri se loči od vseh drugih vrst trepetavk. Zadek je črn z rumeno pego na tretjem in četrtem segmentu. Noge so rjavo rumene barve, obrazna maska pa je poraščena s svetlimi dlačicami. Samci se od samic ločijo po tem, da se njegove oči na vrhu glave dotikajo, pri samicah pa so ločene.

## Biologija
Te trepetavke letajo od pomladi do jeseni, pojavljajo pa se v dveh generacijah. Po večini se prehranjujejo s cvetnim prahom in medičino.
Ličinke se, kot tudi pri ostalih trepetavkah iz podvrste Syrphinae, hranijo z različnimi listnimi ušmi. Prezimijo ličinke, ki se zabubijo šele naslednjo pomlad.